# Casielles
Casielles ist eines von 9 Parroquias in der Gemeinde Ponga der autonomen Region Asturien in Spanien.
 Die 16 Einwohner (2011) leben in einem Dorf nahe dem Naturpark Ponga. 

## Sehenswertes
- Naturpark Ponga
- Kirche „Iglesia de San Juan“ in Casielles